# Lappanella
Lappanella – rodzaj ryb okoniokształtnych z rodziny wargaczowatych.

## Klasyfikacja
Gatunki zaliczane do tego rodzaju:
- Lappanella fasciata
- Lappanella guineensis